# Arrondissement de Saint-Yrieix
L'arrondissement de Saint-Yrieix est une ancienne subdivision administrative française du département de la Haute-Vienne créée le 17 février 1800 et supprimée le 10 septembre 1926.

## Composition
Il comprenait les cantons de Châlus, Nexon, Saint-Germain-les-Belles et Saint-Yrieix-la-Perche.

## Sous-préfets
| Période          | Période           | Identité                       | Fonction précédente                                          | Observation                                                                      |
| ---------------- | ----------------- | ------------------------------ | ------------------------------------------------------------ | -------------------------------------------------------------------------------- |
|                  |                   |                                |                                                              |                                                                                  |
| 30 mars 1833     | 12 novembre 1833  | François d'Imbert de Mazères   | Conseiller de préfecture de Lot-et-Garonne                   | Nommé sous-préfet de Bazas                                                       |
|                  |                   |                                |                                                              |                                                                                  |
| 30 janvier 1839  | 24 août 1840      | Jean Poussou de Fonbrune       |                                                              | Nommé sous-préfet de Nérac                                                       |
|                  |                   |                                |                                                              |                                                                                  |
| 8 mai 1851       | 27 février 1855   | Étienne Somain                 | Conseiller de préfecture secrétaire général de l'Indre       | Nommé Secrétaire général de la préfecture d'Ille-et-Vilaine                      |
|                  |                   |                                |                                                              |                                                                                  |
| 21 novembre 1858 | 17 mai 1859       | Paul Saint-Etienne Cavaignac   | Sous-préfet de Corte                                         | Nommé sous-préfet de Marvejols                                                   |
|                  |                   |                                |                                                              |                                                                                  |
| 16 mars 1870     | 14 septembre 1870 | Armand du Bois du Tilleul      | Secrétaire général de la préfecture de la Haute-Savoie       | Démissionne à la chute du Second Empire                                          |
| 5 octobre 1870   | 19 juin 1873      | Jean Pressat                   |                                                              | Nommé sous-préfet de Bellac                                                      |
|                  |                   |                                |                                                              |                                                                                  |
| 7 juillet 1877   | 3 septembre 1877  | Jean-Marie du Chaylard         | Sous-préfet de Pont-l'Évêque                                 | Remplacé                                                                         |
|                  |                   |                                |                                                              |                                                                                  |
| 30 décembre 1877 | 25 mars 1879      | Charles Hastron                |                                                              | Nommé sous-préfet de Loudun                                                      |
|                  |                   |                                |                                                              |                                                                                  |
| 3 juin 1880      | 27 juin 1881      | Pierre Bourgoint-Lagrange      |                                                              | Nommé conseiller de préfecture de Vaucluse                                       |
| 27 juin 1881     | 5 octobre 1884    | Emmanuel Delsaux (d)           |                                                              | Nommé sous-préfet de Vouziers                                                    |
| 5 octobre 1884   | 13 février 1886   | Aynard Colin-Roudier           |                                                              | Nommé sous-préfet de La Réole                                                    |
| 13 février 1886  | 8 mars 1886       | Thomas Hardy                   | Sous-préfet d'Issoire                                        | Mis en disponibilité sur sa demande                                              |
| 8 mars 1886      | 27 mars 1886      | Louis Coussé                   | Sous-préfet de Villefranche                                  | Nommé sous-préfet de Saint-Girons                                                |
| 27 mars 1886     | 9 juillet 1890    | Mathieu Reynard                | Sous-préfet de Saint-Girons                                  | Nommé sous-préfet de Wassy                                                       |
| 9 juillet 1890   | 1er février 1894  | Jean Collin-Delavaud-Dumonteil |                                                              | Nommé secrétaire général de la préfecture de la Haute-Vienne                     |
| 1er février 1894 | 31 juillet 1894   | Pierre Defaucamberge           |                                                              | Nommé sous-préfet de Neufchâtel                                                  |
| 31 juillet 1894  | 2 avril 1897      | François Tourné                | Sous-préfet de Briançon                                      | Remplacé. Devient percepteur                                                     |
| 2 avril 1897     | 19 juillet 1898   | Robert Ridel                   |                                                              | Nommé sous-préfet de Murat                                                       |
| 19 juillet 1898  | 20 février 1900   | Hippolyte Juillard             | Sous-préfet d'Issoire                                        | Nommé secrétaire général de la préfecture de l'Yonne                             |
| 20 février 1900  | 14 février 1906   | Henri Arnault                  | Conseiller à la préfecture de la Haute-Vienne                | Nommé secrétaire général de la préfecture du Doubs                               |
| 14 février 1906  | 3 octobre 1910    | Germain Charbonnet             |                                                              | Remplacé et devient sous-préfet honoraire                                        |
| 3 octobre 1910   | 20 octobre 1911   | Serge Gas                      | Attaché au cabinet du directeur de l'Administration générale | Nommé sous-préfet de Gien                                                        |
| 20 octobre 1911  | 16 juillet 1912   | Pierre Bertrand                | Sous-préfet de Briançon                                      | Nommé sous-préfet de Bar-sur-Seine                                               |
| 16 juillet 1912  | 15 octobre 1912   | Charles Bourrat                | Secrétaire général de la préfecture de la Creuse             | Nommé sous-préfet de Lavaur                                                      |
| 15 octobre 1912  | 8 novembre 1914   | Jean Oustry                    | Chef de cabinet du préfet de la Seine-Inférieure             | Mobilisé pour la guerre et mort pour la France                                   |
| 8 novembre 1914  | 20 novembre 1914  | Étienne Delarbre               | Conseiller de préfecture de la Corrèze                       | Nommé sous-préfet d'Ussel                                                        |
| 20 novembre 1914 | 4 janvier 1916    | André Thiers                   | Sous-préfet d'Ussel                                          |                                                                                  |
| 4 janvier 1916   | 27 mars 1920      | Josselin Maingard              | Sous-préfet de Civray                                        | Nommé sous-préfet de Confolens                                                   |
| 27 mars 1920     | 22 septembre 1926 | Georges Lacouloumère           | Sous-préfet de Confolens                                     | Rattaché à la préfecture de la Haute-Vienne à la fermeture de la sous-préfecture |

## Liens
- Organisation administrative de l'Empire dans l'almanach impérial pour l'année 1810